# Camilla Grebe
Pour les articles homonymes, voir Grebe.
Camilla Grebe, née le 20 mars 1968 à Älvsjö, est une romancière suédoise.

## Biographie
Détentrice d'une maîtrise en administration des affaires (MBA) de l'École d'économie de Stockholm, elle fonde la maison d'édition Storyside, spécialisée dans le livre audio. Elle y cumule les fonctions de directrice du marketing et de directrice générale, puis dirige une société de conseil.
En 2009, elle écrit, en collaboration avec sa sœur Åsa Träff (de), une psychiatre, Ça aurait pu être le paradis (Någon sorts frid), un roman policier qui se déroule dans le milieu des cliniques psychiatriques.
Elle vit à Stockholm.

## Œuvre

### Romans

#### SérieSiri Bergman
Écrit en collaboration avec Åsa Träff (de).
- Någon sorts frid (2009) Publié en français sous le titre Ça aurait pu être le paradis, Serpent noir, 2010
- Bittrare än döden (2010) Publié en français sous le titre Plus amère que la mort, Livre de poche, 2024
- Innan du dog (2012)
- Mannen utan hjärta (2013)
- Eld och djupa vatten (2015)

#### SérieMoskva Noir
Écrit en collaboration avec Paul Leander-Engström (sv).
- Dirigenten från Sankt Petersburg (2013)
- Handlaren från Omsk (2014)
- Den sovande spionen (2015)

#### Série Peter, Hanne, Malin
- Älskaren från huvudkontoret (2015) Publié en français sous le titre Un cri sous la glace, (trad. Anna Postel) Paris, Calmann-Levy, 2017  (ISBN 978-2-7021-6021-3)
- Husdjuret (2017) Publié en français sous le titre Le Journal de ma disparition (trad. Anna Postel), Paris, Calmann-Levy, 2018. Prix du meilleur roman policier suédois 2017, prix Clé de verre 2018.
- Dvalan (2018) Publié en français sous le titre L'Ombre de la baleine (trad. Anna Postel), Paris, Calmann-Levy, 2019  (ISBN 9782702165584).
- Skuggjägaren (2019) Publié en français sous le titre L'Archipel des larmes, (trad. Anna Postel) Paris, Calmann-Lévy, 2020  (ISBN 978-2-7021-6649-9), Prix du meilleur roman policier suédois 2019

#### Autres romans
- Alla Ljuger (2021) Publié en français sous le titre L'Horizon d'une nuit, Paris, Calmann-Lévy, 2022  (ISBN 978-2702166703)
- Välkommen till evigheten (2022) Publié en français sous le titre L'Énigme de la Stuga, Calmann-Lévy, 2023, 384 p. (ISBN 9782702180877), Grand Prix des lectrices ELLE 2023, catégorie Policier
- Flickorna och Mörkret (2024) Publié en français sous le titre Les Ténèbres de Mörkret, Calmann-Lévy, 2025